# 닉 마티니
니콜라스 스캇 마티니(Nicholas Scott Martini, 1990년 6월 27일 ~ )는 미국의 야구 선수이자, 현 메이저 리그 신시내티 레즈의 외야수, 내야수이다.

## 미국 프로야구 시절

### 오클랜드 애슬레틱스시절
2018년 1월 10일에 마이너리그 계약을 맺었다. 트리플A의 내슈빌 사운즈에서 뛰다가 6월 6일에 처음으로 메이저 리그에 승격됐다. 6월 23일 시카고 화이트삭스와의 경기에서 결승 2루타를 쳤다. 이 안타는 그의 메이저 리그 첫 안타였고, 경기의 결승타가 됐다. 7월 28일 콜로라도 로키스와의 경기에서 출전했다. 오승환을 상대로 안타를 기록했다. 9월 20일 LA 에인절스의 포수 프란시스코 아르시아를 상대로 빅 리그 첫 홈런을 쳐 냈다. 2018년 시즌 타율 0.296, 출루율 0.397, 장타율 0.414를 기록했다.
2019년에는 트리플 A의 라스베가스 에비에이터에서 시즌을 시작했고, 7월 22일 콜업됐다. 하지만 1경기에만 출전하고 바로 마이너 리그로 내려갔다. 8월 25일에 지명할당됐다. 2019년에는 6경기에 출전해 11타수 1안타를 기록했다.

### 샌디에이고 파드리스시절
2019년 8월 28일에 입단하였다.

## 한국 프로야구 시절

### NC 다이노스시절
2022년 애런 알테어를 대체할 선수로 영입됐다. 총액 80만 달러(계약금 11만, 연봉 44만, 인센티브 25만)에 계약했다.

#### 2022년
4월 10일 LG 트윈스와의 경기에서 케이시 켈리를 상대로 KBO 리그 첫 홈런을 기록했다. 6월 한 달 간 20경기에서 타율 0.296, 2홈런 13타점, OPS 0.823를 기록해 팀 6월 MVP에 선정됐다. 6월에 팀 선정 타자 월간 MVP로 선정됐다. 6월 한 달 간 20경기에서 타율 0.296, 2홈런 13타점, OPS 0.823을 기록했다. 6월 기준으로 팀 최다 홈런(10개), 타점(44개)에 OPS도 0.863으로 1위였다. 감독 추천 선수로 올스타전에 출전했다.
8월 7일 롯데 자이언츠와의 경기에서 문경찬을 상대로 인사이드 더 파크 홈런을 기록했다. 인사이드 더 파크 만루 홈런은 역대 4번째이고, 외국인 타자로는 첫 번째 기록이었다.
시즌 2할대 타율, 151안타(16홈런), 85타점, 장타율 0.461, 출루율 0.365를 기록했다. 팀에서 가장 많은 안타를 기록했고, 타점과 홈런은 당시 같은 팀이었던 양의지에 이어 2번째로 많이 기록했다. 수비에서는 좌익수로서 507이닝, 1루수로서 397.1이닝을 소화했다. 1루수 수비에서는 다소 불안정한 모습을 보여줬다. 시즌 후 재계약에 실패했다.

## 미국 프로야구 복귀
2023년에 신시내티 레즈와 계약을 했다.

## 주요 기록
| 기록                                           | 날짜           | 소속팀 | 상대 팀 | 상대 투수 | 구장 | 기타                               |
| ---------------------------------------------- | -------------- | ------ | ------- | --------- | ---- | ---------------------------------- |
| KBO 리그 역대 4번째 인사이드 더 파크 만루 홈런 | 2022년 8월 7일 | NC     | 롯데    | 문경찬    | 사직 | 종전 기록 : 2007년 9월 25일 채상병 |

## 통산 기록
| 연도 | 팀명  | 타율  | 경기 | 타수 | 득점 | 안타 | 2루타 | 3루타 | 홈런 | 루타 | 타점 | 도루 | 도실 | 볼넷 | 사구 | 삼진 | 병살 | 장타율 | 출루율 | 실책 |
| ---- | ----- | ----- | ---- | ---- | ---- | ---- | ----- | ----- | ---- | ---- | ---- | ---- | ---- | ---- | ---- | ---- | ---- | ------ | ------ | ---- |
| 2022 | NC    | 0.296 | 139  | 510  | 67   | 151  | 34    | 1     | 16   | 235  | 85   | 12   | 4    | 51   | 8    | 86   | 8    | 0.461  | 0.365  | 12   |
| 통산 | 1시즌 | 0.296 | 139  | 510  | 67   | 151  | 34    | 1     | 16   | 235  | 85   | 12   | 4    | 51   | 8    | 86   | 8    | 0.461  | 0.365  | 12   |